# V Cuerpo de Ejército (bando republicano)
El V Cuerpo de Ejército fue una formación militar perteneciente al Ejército Popular de la República que luchó durante la guerra civil española en defensa de la Segunda República. Mandado por prestigiosos oficiales del Ejército como eran Modesto o Líster, se convirtió en uno de los Cuerpos de Ejército republicanos con más prestigio y valor militar y participó en casi todas las ofensivas republicanas más importantes de la guerra.

## Historial de operaciones

### Orígenes
El Cuerpo de Ejército fue creado el 22 de marzo en el Frente de Madrid, como una nueva formación donde integrar a las numerosas unidades republicanas que se estaban creando por aquellas fechas. El recientemente ascendido teniente coronel Juan Modesto fue nombrado comandante del mismo, acompañado de Luis Delage García (perteneciente al PCE, como Modesto) en el puesto de comisario y del teniente coronel Manuel Estrada Manchón, como jefe de Estado Mayor. En aquel momento quedó compuesto por las divisiones 34.ª, 35.ª y 11.ª, y fue enviado a participar en un fallido ataque sobre el Cerro garabitas. Su Cuartel General quedó establecido en Madrid, como otras tantas unidades republicanas.

### Batalla de Brunete
El Estado Mayor Central republicano planeó una ofensiva en el Frente de Madrid con el objetivo tanto de aliviar la presión franquista sobre la zona republicana en el Norte como el de rodear a las divisiones sublevadas que rodeaban la capital. El flamante V Cuerpo de Ejército, junto a las divisiones 11.ª, 35.ª y 46.ª era una de las piezas claves para el éxito de la ofensiva republicana.
La fogueada 11.ª División de Líster comenzó el avance al amanecer del 6 de julio con un fuerte bombardeo de artillería. Tras un profundo avance en la retaguardia franquista, los hombres de Líster habían rodeado Brunete. El Campesino y los hombres de la 46.ª División también se habían hecho con el control de Quijorna, protegiendo los flancos del V Cuerpo. Pero tras unos días, y ante la imposibilidad de proseguir hacia otros objetivos, las unidades republicanas se atrincheraron alrededor de Brunete. Franco envió fuertes refuerzos para recuperar el terreno perdido: Los hombres de Líster fueron los que rechazaron todos los asaltos de Barrón y su 13.ª División. Hacia el 25 de julio la batalla había finalizado. Las pérdidas del V Cuerpo fueron muy elevadas aunque logró conservar algunas localidades reconquistadas. A pesar del fracaso de la operación, la actuación de Modesto durante la batalla recibió elogios de parte de algunos mandos republicanos como los del Coronel Menéndez López en su informe:

"...Respecto a los jefes de Milicias, el único que sabe leer un plano es el llamado "Modesto". Los otros (Líster, Mera o el Campesino) además de no saber, creen no necesitarlo..."

### En el Frente de Aragón
En el mes de agosto el V Cuerpo fue enviado a Aragón bajo el argumento de ir de maniobras militares, pero en realidad su misión era proceder a la disolución del Consejo Regional de Defensa de Aragón, organismo anarquista que gobernaba Aragón desde el principio de la guerra casi como un estado independiente. Unas semanas después intervino en el intento republicano por conquistar Zaragoza (26 de agosto) que, aunque conquistó algunos territorios, acabaría fracasando pues no se consiguió la conquista de la capital aragonesa. Lo que comenzó como la batalla por Zaragoza acabó en la Batalla de Belchite, una pequeña localidad que había quedado cercada el primer día de la ofensiva republicana y que estuvo resistiendo durante más de una semana, hasta su rendición final el 6 de septiembre.
La formación permanecería en la reserva durante el resto de 1937 y solo volvió a intervenir en febrero de 1938, para hacer frente a la presión franquista sobre Teruel, ciudad que había sido conquistada por los republicanos el mes anterior. La presencia del V Cuerpo, sin embargo, fue demasiado tardía como para poder influir en el desarrollo de la batalla y la capital turolense volvió a manos franquistas el 22 de febrero.
En abril de 1938 quedó encerrado en Cataluña y aislado del resto de la España republicana cuando las tropas de Aranda llegaron al Mediterráneo, cortando el territorio republicano en dos. Con el corte de la zona republicana en dos, el Estado Mayor Central republicano planteó una operación para cruzar el río Ebro e intentar conseguir la unión de las dos zonas de nuevo. Para ello, se creó el Ejército del Ebro con el objetivo de ser el encargado de llevar el peso de las operaciones. Al crearse este Ejército, el teniente coronel Modesto recibió el mando del mismo, por lo que el mando del V Cuerpo de Ejército pasó al teniente coronel Líster. En aquel momento bajo el mando directo de Líster se encontraban las divisiones republicanas 11.ª, 45.ª y 46.ª guarneciendo la línea defensiva del río Ebro.

### Batalla del Ebro

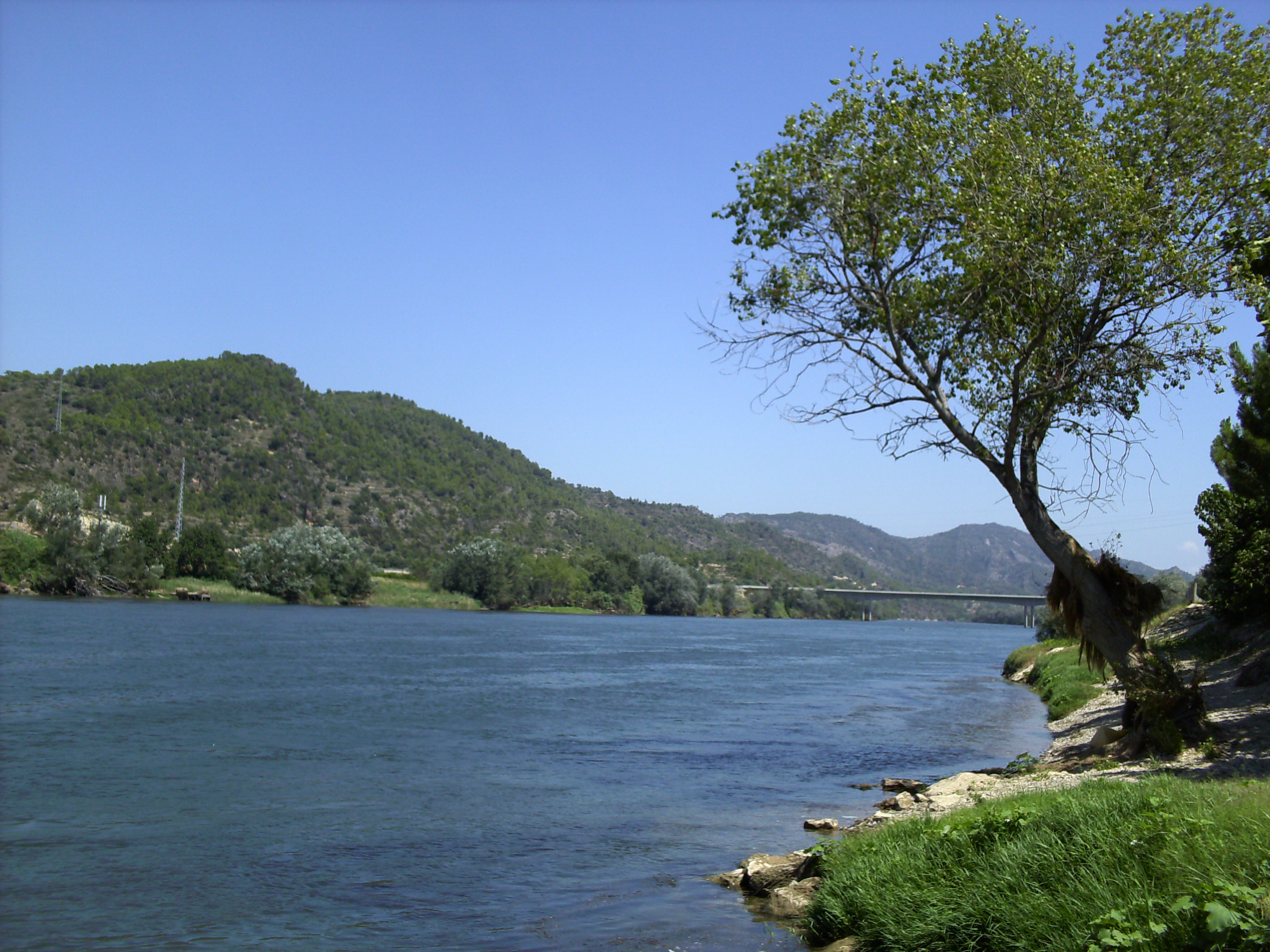
El río Ebro a su paso por Benifallet, una de las zonas que tuvieron que cruzar los hombres del V Cuerpo de Ejército.

Las unidades de la formación cruzaron el Ebro entre Mora de Ebro y Cherta la madrugada del 25 de julio de 1938. Pese a las dificultades, las divisiones republicanas cumplen sus objetivos primarios (establecer una cabeza de puente) y se lanzan hacia Gandesa, cuya población (la más importante de la comarca) es el centro de comunicaciones de la zona y el último punto donde organizar una resistencia organizada antes de entrar en tierras de Castellón. Sus unidad continuaron el avance hasta hacerse con el control de las sierras de Pandols y Cavalls, posiciones que dominaban las alturas de Gandesa y excelentes puntos de observación y defensa. Hasta el 2 de agosto continuaron los intentos por conquistar Gandesa, cuando, frenado el avance republicano, estos pasaron a la densiva.
Durante los siguientes meses el V Cuerpo, con su Cuartel general en Tivisa, fortificó la zona y resistió los numerosos contraataques del enemigo, que ya comenzaron el 6 de agosto. En el espacio de casi 4 meses, tuvieron lugar una serie de encarnizados combates en las distintas posiciones que habían fortificado los republicanos en la Tierra Alta, debiendo ceder lentamente el terreno conquistado en aquellos dos días de julio. Hacia finales de octubre sus unidades seguían resistiendo en sus posiciones, aunque la formación republicana en general se encontraba muy desgastada y se sabía que no podría hacer frente a nuevos asaltos franquistas. Efectivamente, el 30 de octubre comenzó la contraofensiva franquista final en la batalla del Ebro. El 3 de noviembre, avanzando a través de Pinell, las fuerzas del general Yagüe llegaron al río Ebro: Todo el flanco sur republicano se vino abajo y las fuerzas de Líster hubieron de cruzar el río, al tiempo que el día 7 caía Mora la Nueva. Para los hombres del V Cuerpo de Ejército la Batalla del Ebro había acabado.

### Campaña de Cataluña
El 23 de diciembre de 1938 las tropas franquistas lanzaron un ataque sobre las posiciones republicanas del Segre, rompiendo el frente republicano ese mismo día y empezando ofensiva nacional sobre Cataluña. Para evitar una penetración masiva de atacantes, se envió al V Cuerpo de Ejército bajo el mando de Enrique Líster, militar de probada confianza. Con el cuartel general en Castelldans, contuvo la ofensiva durante 12 días, evitando que las tropas franquistas penetrasen masivamente en el territorio republicano. La lucha fue particularmente intensa en estos días cruciales. Pero el 4 de enero las unidades franquistas del Segre atacaron la población de Borjas Blancas, rompiendo de nuevo el frente y causando una retirada transformada que acabó convirtiéndose en una nueva fuga, como ya ocurriera con el primer asalto en diciembre; Fue gracias a la destreza de Líster que se pudo contener momentáneamente el ataque, aunque no pudo evitar la caída de la arrasada Borjas Blancas. Un último y masivo asalto de tanques por parte de los italianos del CTV obligó a retirarse de todo el frente a Líster y sus tropas. Tras la dura resistencia en el Frente del Segre, quedaba abierta la retirada, que ya no se detendría, hasta la frontera francesa.
Desde el Segre el Cuerpo de Ejército cubrió la retirada por la zona costera hasta alcanzar Barcelona, donde se pretendía organizar una resistencia evocando a Madrid en 1936., aunque el V Cuerpo hubo de proseguir su retirada. A comienzos de febrero sus restos llegaron al norte de Cataluña, donde intentaron organizar una línea de defensa junto a otras unidades republicanas, sin poder lograrlo. La noche del 9 al 10 de febrero las últimas unidades del Cuerpo de Ejército cruzaron la frontera francesa. Allí sus unidades fueron desarmadas y encerradas en campos de concentración, quedando disuelto como el resto de unidades republicanas

## Mandos

### Comandantes en Jefe
- Teniente coronel Juan Guilloto León, Modesto, desde el 22 de marzo de 1937 al 30 de abril de 1938.
- Teniente coronel Enrique Líster, desde el 30 de abril de 1938 a febrero de 1939.

### Comisarios
- Luis Delage García, del PCE, de marzo a diciembre de 1937.[22]
- Santiago Álvarez Gómez, del PCE, sustituto del anterior y procedente de la 11.ª División, desde diciembre de 1937 a febrero de 1939.

### Jefes de Estado Mayor
- Teniente coronel de Estado Mayor Manuel Estrada Manchón (marzo-diciembre de 1937)[22][n. 1]
- Teniente coronel de Ingenieros José Sánchez Rodríguez, desde diciembre de 1937 al 30 de abril de 1938.
- Comandante de Infantería Manuel López Iglesias, desde el 30 de abril de 1938 hasta febrero de 1939.

## Orden de Batalla
| Fecha                 | Ejército adscrito    | Divisiones integradas  | Frente de batalla |
| Abril de 1937         | Ejército del Centro  | 34.ª, 35.ª y 11.ª      | Madrid            |
| Julio de 1937         | Ejército del Centro  | 11.ª, 35.ª, 46.ª       | Brunete           |
| 10 de agosto de 1937  | Ejército de Maniobra | 11.ª, 35.ª, 45.ª, 24.ª | Aragón            |
| Diciembre de 1937     | Ejército de Maniobra | 46.ª, 47.ª, 35.ª       | Teruel            |
| Febrero-marzo de 1938 | Ejército de Maniobra | 11.ª, 47.ª, 35.ª       | Reserva           |
| 3 de abril de 1938    | Ejército de Maniobra | 3.ª, 11.ª, 41.ª        | Gandesa           |
| 25 de julio de 1938   | Ejército del Ebro    | 11.ª, 45.ª, 46.ª       | Ebro              |
| Diciembre de 1938     | Ejército del Ebro    | 11.ª, 45.ª, 46.ª       | Segre             |